# کوری (نوادا)
کوری (به انگلیسی: Currie) یک منطقهٔ مسکونی در ایالات متحده آمریکا است که در شهرستان ایلکو، نوادا واقع شده‌است.